# Кудесник крови (фильм, 2007)
«Кудесник крови» (англ. The Wizard of Gore, другое название — «Король иллюзий») — фильм режиссёра Джерами Кастена, снятый в 2007 году. Ремейк одноимённого фильма 1970 года.

## Сюжет
Лос-Анджелес, канун Хэллоуина. В клубе для неформалов фокусник Монтаг Великолепный проводит представления, которые впечатляют даже видавших виды маргиналов. На сцене происходят демонстрации жестоких убийств людей, однако затем их видят живыми. Особенно его шоу вдохновляется издатель андеграундной газеты Эдмунд Бигелоу. В отличие от остальных, он каждый вечер приходит в клуб, где выступает Монтаг и даже пытается пообщаться с фокусником, но безрезультатно.
Журналиста мучат видения, в которых он видит убийства, а затем через своего друга Джинки, работающего коронером, узнаёт, что участников шоу находят мёртвыми. Бигелоу пытается разобраться в ситуации, для этого он обращается к доктору Хонгу, общение с которыми наводит Эда на мысль, что в шоу используются галлюциногены. Но это мало что даёт — реальность и иллюзии сливаются для молодого человека в причудливую смесь, где он мало что способен разобрать. Тем не менее, Бигелоу выясняет, что все участницы шоу были сотрудницами службы эскорт-услуг «Мартовский заяц», которая принадлежит Хонгу. Там же работает и новая девушка Эда Мегги…

## В ролях
| Актёр              | Роль                |
| ------------------ | ------------------- |
| Кип Парду          | Эдмунд Бигелоу      |
| Бижу Филлипс       | Мэгги               |
| Криспин Гловер     | Монтаг Великолепный |
| Джеффри Комбс      | чудик               |
| Брэд Дуриф         | доктор Хонг         |
| Джошуа Джон Миллер | Джинки              |
| Гарц Хан           | Энни                |
| Тим Чиу            | Мики                |
| Ивэн Сейнфелд      | Френк               |
| Flux Suicide       | Делл                |
| Амина Мюнстер      | Сеселия             |
| Cricket Suicide    | Кайенна             |
| Никсон             | Рексина             |
| Кеннет Москоу      | детектив Паккард    |
| Шеннон Харт Клири  | репортёр            |